# Čeradice
Čeradice är en ort i Tjeckien.   Den ligger i regionen Ústí nad Labem, i den nordvästra delen av landet, 70 km väster om huvudstaden Prag. Čeradice ligger 304 meter över havet och antalet invånare är 261.
Terrängen runt Čeradice är platt. Runt Čeradice är det ganska glesbefolkat, med 34 invånare per kvadratkilometer. Närmaste större samhälle är Žatec, 4,2 km nordost om Čeradice. Trakten runt Čeradice består till största delen av jordbruksmark.